# Judd Nelson
Judd Asher Nelson (Portland, Maine; 28 de noviembre de 1959) es un actor estadounidense. Conocido miembro del grupo de actores denominado "Brat Pack", entre sus trabajos más notorios se encuentran The Breakfast Club, Steel, New Jack City o Fandango. También es reconocido por ser la voz de Rodimus Prime en la versión animada de Transformers.

## Comienzos
Nelson es hijo de Merle, una mediadora de la corte y que también fue miembro de la legislatura del estado de Maine, y Leonard Nelson, abogado que además fue el primer presidente judío de la Orquesta Sinfónica de Portland. Tiene dos hermanas, Eve y Julie. Fue a la escuela St. Paul's School en Concord, Nuevo Hampshire. Comenzó a estudiar filosofía en el Haverford College en Pensilvania. Un día acompañando a un amigo a una audición, resultó elegido y abandonó la universidad en su segundo año, para centrarse en la interpretación. Posteriormente se mudó a Manhattan, Nueva York, y se matriculó en el Stella Adler Conservatory.

## Carrera
Nelson comenzó a actuar a mediados de la década de 1980, protagonizando Making the Grade (1984) y Fandango (1985), en la que actuó junto a un joven Kevin Costner. Fueron sus papeles en The Breakfast Club de John Hughes (1985) y St. Elmo's Fire de Joel Schumacher (1985) y su afiliación con el grupo de actores llamado Brat Pack lo que hizo de Nelson una estrella, junto con Emilio Estevez, Anthony Michael Hall, Rob Lowe, Andrew McCarthy, Demi Moore, Molly Ringwald y Ally Sheedy. En un artículo posterior en la revista New York, se comentaba el éxito de estas películas, lo que dio lugar a la expresión "Brat Pack".
En 1986 Nelson proporcionó la voz de Hot Rod/Rodimus Prime en The Transformers: The Movie y colaboró de nuevo con Ally Sheedy (por tercera vez) en Blue City. También proporcionó la narración para Dear America, de Bill Couturie, un documental de guerra aclamado por la crítica que contó con un elenco que incluía a Tom Berenger, Robert De Niro, Willem Dafoe y Matt Dillon. El crítico de cine Roger Ebert elogió el documental, y mantiene una calificación de 100% en Rotten Tomatoes. En 1987 coprotagonizó la comedia de Bob Clark From the Hip, que coprotagonizaron John Hurt y Elizabeth Perkins. Ese año realizó una notable interpretación en Billionaire Boys Club, un thriller basado en hechos reales. Su actuación en dicha cinta le valió una nominación al Globo de Oro al Mejor Actor en una Miniserie. Nelson cerró la década de 1980 con el thriller de William Lustig Relentless (1989), donde interpreta a un asesino en serie de Los Ángeles que era cazado por dos policías (interpretados por Robert Loggia y Leo Rossi). Luego, proporcionó un cameo en la película de carretera Never on Tuesday y apareció en Far Out Man de Tommy Chong (1989).
Sus apariciones en series televisivas en la década de 1980 incluyeron Luz de luna (1986), en cuyo episodio "Camille" interpretó a un policía.
Nelson comenzó 1990 con un papel protagonista junto a Max von Sydow en el drama de la Segunda Guerra Mundial Hiroshima: Out of the Ashes (1990); la película se centró en el horror del bombardeo de Hiroshima; que co-protagonizan Mako y Pat Morita. Luego trabajó por segunda vez con Adam Rifkin, protagonizando The Dark Backward (1991) con Bill Paxton, Rob Lowe, Lara Flynn Boyle, James Caan y Wayne Newton; Nelson interpreta en la cinta al peor comediante de la historia. En 1991 también tendría un papel estelar en el film de Mario Van Peebles New Jack City, una película de gánsteres urbanos protagonizada por Wesley Snipes, Ice-T, Vanessa A. Williams y Chris Rock que fue un éxito comercial. A continuación, tuvo una aparición especial en los populares Cuentos de la Cripta. Tuvo otro papel protagonista en el thriller Primary Motive (1992), y un papel similar en Entangled (1993), junto a Pierce Brosnan.
En 1994 Nelson apareció junto a Brendan Fraser, Steve Buscemi, Adam Sandler y Chris Farley en la comedia Cabezas huecas. Luego, encabezó el thriller australiano Blackwater Trail (1995) (con Peter Phelps), antes de recibir un papel protagonista en la serie de televisión de la NBC Suddenly Susan (1996). A esto le siguió un papel de villano en la película Steel (1997), junto a  Shaquille O'Neal, Annabeth Gish y Richard Roundtree. La película resultó un fracaso comercial. Nelson concluyó la década de 1990 con otro thriller urbano sobre mafiosos, Light It Up (1999), que contó con un reparto que incluía al cantante de R&B Usher Raymond (en su primer papel principal), Rosario Dawson, Forest Whitaker y Vanessa L. Williams.
En el siglo XXI, Nelson ha aparecido en series de televisión como The Outer Limits (2000), CSI (2006), CSI: Nueva York (2007), Las Vegas (2007), Eleventh Hour (2008) como un psicólogo de investigación de los soldados que regresan de Irak que sufren de trastorno de estrés postraumático (TEPT), Psych (2010) y un papel recurrente en Two and a Half Men (2010), protagonizada por Charlie Sheen.
Sus películas han incluido el thriller psicológico Cabin by the Lake (2000) y su secuela Return to Cabin by the Lake (2001). El guionista y director Kevin Smith lo eligió porque llevaba mucho tiempo siendo seguidor de Nelson y de las películas del "Brat Pack". En 2002 coprotagonizó con Lauren Holly Santa, Jr y luego repitió su papel como John Bender en un episodio de Family Guy (2007). Más tarde, Nelson volvió a ser la voz de Rodimus Prime en la serie Transformers Animated (2009).
Interpretó al Padre Charley Lock en el piloto de HBO Brookwood Sleazebags (2010). En 2012, Nelson interpretó el papel de director de Nash en la película de acción en vivo Bad Kids Go to Hell, basada en la novela gráfica del mismo nombre. Ese mismo año coescribió y protagonizó el cortometraje The Spin Room: Super Tuesday, y participó en Ben 10: Omniverse. Luego, Nelson jugó un papel fundamental en la última temporada de la serie Nikita.
En 2013 escribió cuatro libros que fueron publicados en Kindle: El poder de la palabra, Nueve de Diamantes, El carruaje y Water Music.

## Filmografía

### Cine
| Año  | Título                                                 | Papel                           | Notas                           |
| ---- | ------------------------------------------------------ | ------------------------------- | ------------------------------- |
| 1982 | Rock 'n' Roll Hotel                                    | Rocker Johnny                   |                                 |
| 1984 | Making the Grade                                       | Eddie Keaton                    |                                 |
| 1985 | The Breakfast Club                                     | John Bender                     |                                 |
| 1985 | St. Elmo's Fire                                        | Alec Newbary                    |                                 |
| 1985 | Fandango                                               | Phil Hicks, Groover             |                                 |
| 1986 | The Transformers: The Movie                            | Hot Rod / Rodimus Prime         | Voz                             |
| 1986 | Blue City                                              | Billy Turner                    |                                 |
| 1986 | From the Hip                                           | Robin 'Stormy' Weathers         |                                 |
| 1989 | Relentless                                             | Arthur 'Buck' Taylor            |                                 |
|      | Never on Tuesday                                       | Policía motorizado              | No acreditado                   |
| 1990 | Hiroshima: Out of the Ashes                            | Pete Dunham                     | Película televisiva             |
| 1991 | New Jack City                                          | Nick Peretti                    |                                 |
| 1991 | The Dark Backward                                      | Marty Malt                      |                                 |
| 1992 | Primary Motive                                         | Andrew Blumenthal               |                                 |
| 1993 | Conflict of Interest                                   | Gideon                          |                                 |
| 1993 | Entangled                                              | David                           |                                 |
| 1994 | Every Breath                                           | Jimmy                           | Guionista, productor            |
| 1994 | Hail Caesar                                            | Prisionero uno                  |                                 |
| 1994 | Cabezas huecas                                         | Jimmie Wing                     |                                 |
| 1994 | Flinch                                                 | Harry Mirapolsky                |                                 |
| 1994 | Blindfold: Acts of Obsession                           | Dr. Jannings                    | Película televisiva             |
| 1994 | Caroline at Midnight                                   | Phil Gallo                      |                                 |
| 1995 | Circumstances Unknown                                  | Paul Kinsey                     | Película televisiva             |
| 1995 | Blackwater Trail                                       | Matt                            |                                 |
| 1996 | For a Few Lousy Dollars                                | Asesino a sueldo                |                                 |
| 1997 | Steel                                                  | Nathaniel Burke                 |                                 |
| 1999 | Mr. Rock 'n' Roll: The Alan Freed Story                | Alan Freed                      | Película televisiva             |
| 1999 | Generación perdida                                     | Ken Knowles                     |                                 |
| 2000 | Endsville                                              | Rufus the Buck-Toothed Sluggard |                                 |
| 2000 | Falcon Down                                            | Harold Peters                   |                                 |
| 2000 | Cabin by the Lake                                      | Stanley                         | Película televisiva             |
| 2000 | The Spiral Staircase                                   | Phillip Warren                  | Película televisiva             |
| 2000 | The New Adventures of Spin and Marty: Suspect Behavior | Jack Hulka                      | Película televisiva             |
| 2001 | Strange Frequency                                      | Martin Potter                   | Película televisiva             |
| 2001 | Lost Voyage                                            | Aaron Roberts                   | Película televisiva             |
| 2001 | Jay and Silent Bob Strike Back                         | Sheriff                         |                                 |
| 2001 | Return to Cabin by the Lake                            | Stanley                         | Película televisiva             |
| 2001 | Dark Asylum                                            | Quitz                           |                                 |
| 2001 | The Cure for Boredom                                   | Max                             |                                 |
| 2002 | Cybermutt                                              | Alex                            | Película televisiva             |
| 2002 | Deceived                                               | Jack Jones                      |                                 |
| 2002 | Santa Jr.                                              | Darryl Bedford                  | Película televisiva             |
| 2003 | White Rush                                             | Brian Nathanson                 |                                 |
| 2004 | Ray                                                    | Productor musical               |                                 |
| 2005 | Lethal Eviction                                        | Shep                            |                                 |
| 2005 | The Lost Angel                                         | Padre Brian                     |                                 |
| 2005 | Three Wise Guys                                        | George                          | Película televisiva             |
| 2006 | Black Hole                                             | Eric                            | Película televisiva             |
| 2007 | Netherbeast Incorporated                               | Steven P. D. Landry             |                                 |
| 2007 | Nevermore                                              | Jonathon Usher                  |                                 |
| 2007 | The Kidnapping                                         | Glen                            | Película televisiva             |
| 2008 | The Caretaker                                          | Padre de Ella                   |                                 |
| 2008 | Infected                                               | Malcolm Burgess                 | Película televisiva             |
| 2008 | The Day the Earth Stopped                              | Charlie                         |                                 |
| 2009 | Dirty Politics                                         | Billy                           |                                 |
| 2009 | A Single Woman                                         | Periodista judío                |                                 |
| 2009 | Little Hercules in 3-D                                 | Kevin                           |                                 |
| 2009 | The Boondock Saints II: All Saints Day                 | Concezio Yakavetta              |                                 |
| 2010 | The Terror Experiment (Fight or Flight)                | Agente Wilson                   |                                 |
| 2010 | Endure                                                 | Emory Lane                      |                                 |
| 2010 | Mayor Cupcake                                          | Donald Maroni                   |                                 |
| 2011 | Cancel Christmas                                       | Santa / Chris Frost             | Película televisiva             |
| 2012 | Bad Kids Go to Hell                                    | Headmaster Nash                 |                                 |
| 2013 | Last Chance Holiday                                    | Glenn Cartwell                  |                                 |
| 2013 | Down and Dangerous                                     | Charles                         | Nominado - Maverick Movie Award |
| 2014 | Nurse 3D                                               | Dr. Morris                      |                                 |
| 2014 | Bigfoot Wars                                           | Dr. Smith                       |                                 |
| 2014 | Private Number                                         | Sheriff Stance                  |                                 |
| 2016 | Stagecoach: The Texas Jack Story                       | Sid Dalton                      |                                 |
| 2017 | From Straight A's to XXX                               | Don                             | Película de televisión          |
| 2018 | Billionaire Boys Club                                  | Ryan Hunt                       |                                 |
| 2018 | 1/1                                                    | Robert                          |                                 |
| 2019 | Dead Water                                             | San McLean                      |                                 |
| 2019 | Santa Fake                                             | Seb                             |                                 |
| 2019 | Electric Jesus                                         | Pastor Wember                   |                                 |
| 2020 | Girl in The Basement                                   | Don                             |                                 |

### Televisión
| Año        | Título                            | Papel                          | Notas                                              |
| ---------- | --------------------------------- | ------------------------------ | -------------------------------------------------- |
| 1986       | Moonlighting                      | Policía                        | Episodio: "Camille"                                |
| 1987       | Billionaire Boys Club             | Joe Hunt                       | 2 episodios Nominado — Globo de Oro al Mejor Actor |
| 1992       | Tales from the Crypt              | Gaston                         | Episodio: "What's Cookin'"                         |
| 1996–1999  | Suddenly Susan                    | Jack Richmond                  | 71 episodios                                       |
| 2000       | The Outer Limits                  | Harry Longworth                | Episodio: "Something About Harry"                  |
| 2006       | CSI: Crime Scene Investigation    | Mick Sheridan                  | Episodio: "Time of Your Death"                     |
| 2007       | Las Vegas                         | Ollie                          | Episodio: "Fleeting Cheating Meeting"              |
| 2007       | CSI: NY                           | Ejecutivo                      | Episodio: "The Ride In"                            |
| 2007       | Family Guy                        | John Bender                    | Episodio: "Blue Harvest"                           |
| 2009       | Phineas & Ferb                    | Gurú                           | Episodio: "Bubble Boys"                            |
| 2009       | Transformers Animated             | Rodimus Prime                  | Episodio: "TransWarped Part 1"                     |
| 2010       | Psych                             | Dr. Steven Reidman             | Episodio: "Death Is in the Air"                    |
| 2010       | Two and a Half Men                | Chris                          | 2 episodios                                        |
| 2013–2014  | Ben 10: Omniverse                 | Eon/Ben 10,000                 | 5 episodios                                        |
| 2013       | Nikita                            | Ronald Peller                  | 2 episodios                                        |
| 2015, 2019 | Empire                            | Billy Beretti                  | 4 episodios                                        |
| 2017       | Transformers: Titans Return       | Rodimus Prime, Hot Rod         | Voz                                                |
| 2018       | Transformers: Power of the Primes | Rodimus Cron, Unicron, Hot Rod | Voz                                                |

### Vídeo musical
| Año  | Título | Artista                         |
| ---- | ------ | ------------------------------- |
| 2012 | Gotten | Slash presentando a Adam Levine |